# Säxen
Säxen är en sjö i Mora kommun i Dalarna och ingår i Dalälvens huvudavrinningsområde. Sjön har en area på 5,19 kvadratkilometer och ligger 280,1 meter över havet. Sjön avvattnas av vattendraget Drafsån.

## Delavrinningsområde
Säxen ingår i det delavrinningsområde (673997-141775) som SMHI kallar för Utloppet av Säxen. Medelhöjden är 315 meter över havet och ytan är 35,16 kvadratkilometer. Räknas de 8 avrinningsområdena uppströms in blir den ackumulerade arean 88,27 kvadratkilometer. Drafsån som avvattnar avrinningsområdet har biflödesordning 4, vilket innebär att vattnet flödar genom totalt 4 vattendrag innan det når havet efter 367 kilometer. Avrinningsområdet består mestadels av skog (62 procent) och sankmarker (19 procent). Avrinningsområdet har 5,39 kvadratkilometer vattenytor vilket ger det en sjöprocent på 15,3 procent.